# داستان‌های سوپر ۸
داستان‌های سوپر ۸ ( به صربی: Супер 8 Прича) مستندی‌ست به کارگردانی امیر کوستوریتسا که در سال ۲۰۰۱ ساخته شد. موضوع فیلم درباره ارکستر نو اسموکینگ است.

## درباره فیلم
ارکستر نو اسموکینگ سال‌هاست که در اروپا فعالیت می‌کند. امیر کوستوریتسا نیز با نام مستعار برای این ارکستر گیتار می‌زند. موسیقی گروه، تلفیقی از سبک‌های مختلف موسیقی فولکلور بالکان و راک اند رول است. طی سال‌ها، ارکستر نو اسموکینگ، به لطف موسیقی طناز و خشنش که اغلب انتقادی‌ست و اشاره‌های سیاسی دارد مخاطبان فراوانی در قاره اروپا به دست آورده است. این فیلم طی تور اروپای ارکستر که در سال ۲۰۰۰ انجام شد، با دوربین سوپر ۸ و دوربین ویدیوی دیجیتال فیلمبرداری شده و به ۲۰ سال مبارزه گروه با سانسور و تلاش برای بقا در سال‌های خشونت‌بار بالکان می‌پردازد. 

## بازیگران
الکساندر بالابان …. توبا
زوران ماریانوویچ چدا …. پرکاشنز
نناند گایین تسوتسه …. گیتار
گوران مارکوفسکی گلاوا …. گیتار بیس
درازن یانکوویچ …. کیبورد
دکتر نله کارایلیچ …. خواننده
امیر کوستوریتسا …. گیتار
استریبور کوستوریتسا …. پرکاشنز
زوران میلوشویچ …. آکوردئون
نناد پتروویچ …. ساکسوفون
دیان اسپاراوالو …. ویلن
جو استرامر …. در نقش خودش

## جوایز
- برنده جایزه بهترین فیلم مستند از جشنواره بین‌المللی فیلم شیکاگو (۲۰۰۱)[۲]